# Armigeres ejercitoi
Armigeres ejercitoi is een muggensoort uit de familie van de steekmuggen (Culicidae). De wetenschappelijke naam van de soort is voor het eerst geldig gepubliceerd in 1935 door Baisas.